# Mitterspitz
Mitterspitz – szczyt w grupie Dachstein, części Północnych Alp Wapiennych. Leży w Austrii w kraju związkowym Styria. Sąsiaduje z Torstein i Hoher Dachstein. Jest trzecim pod względem wysokości szczytem Dachstein.
Pierwszego wejścia w 1872 r. dokonali Oskar Simony i G. Schmied.